# لوسین تروپل
لوسین تروپل (انگلیسی: Lucien Troupel; ۱۱ ژانویهٔ ۱۹۱۹ – ۱۹ مهٔ ۱۹۹۳) بازیکن فوتبال اهل فرانسه بود.
از باشگاه‌هایی که در آن بازی کرده‌است می‌توان به باشگاه فوتبال المپیک مارسی اشاره کرد.